# Montecatini Alto
Montecatini Alto ist ein Ortsteil (Fraktion, italienisch frazione) der italienischen Gemeinde Montecatini Terme in der Provinz Pistoia und liegt etwa 200 Höhenmeter oberhalb des Kurortes Montecatini Terme.
Das toskanische Bergdorf ist der ursprüngliche Siedlungskern und mit dem Hauptort durch die älteste noch in Betrieb befindliche italienische Standseilbahn, die Funicolare di Montecatini Terme, verbunden.
Das Bergdorf erreicht man außerdem über eine sich den Berg hinaufwindende Straße oder einen fast parallel zur Standseilbahn verlaufenden Fußweg.
Vom Bergdorf aus hat man einen Ausblick über die Talebene bis hin zum Monte Pisano.

## Lokale Verkehrsmittel
Am nordöstlichen Ende des Kurparks von Montecatini Terme liegt die Talstation der Standseilbahn, die hinauf nach Montecatini Alto fährt.
Ein lokaler Kleinbus fährt auch im Stundentakt ab dem Autobusbahnhof Montecatini Terme das Bergdorf an.

## Feste in Montecatini Alto
Jährlich kurz nach Ostern wird in Montecatini Alto das Fettunta-Fest gefeiert. Fettunta ist die toskanische Variante der Bruschetta.

## Sehenswürdigkeiten

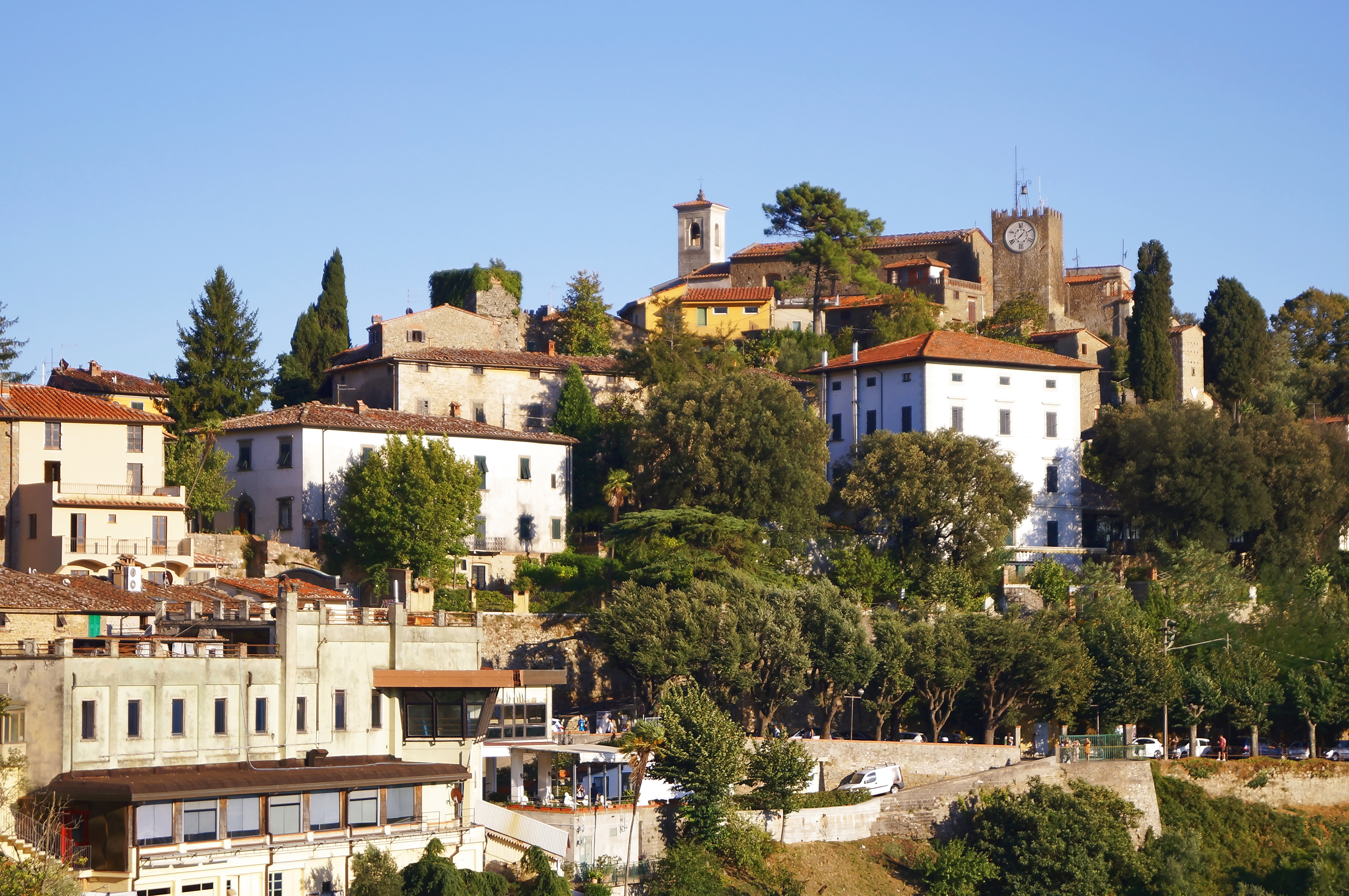
Montecatini Alto
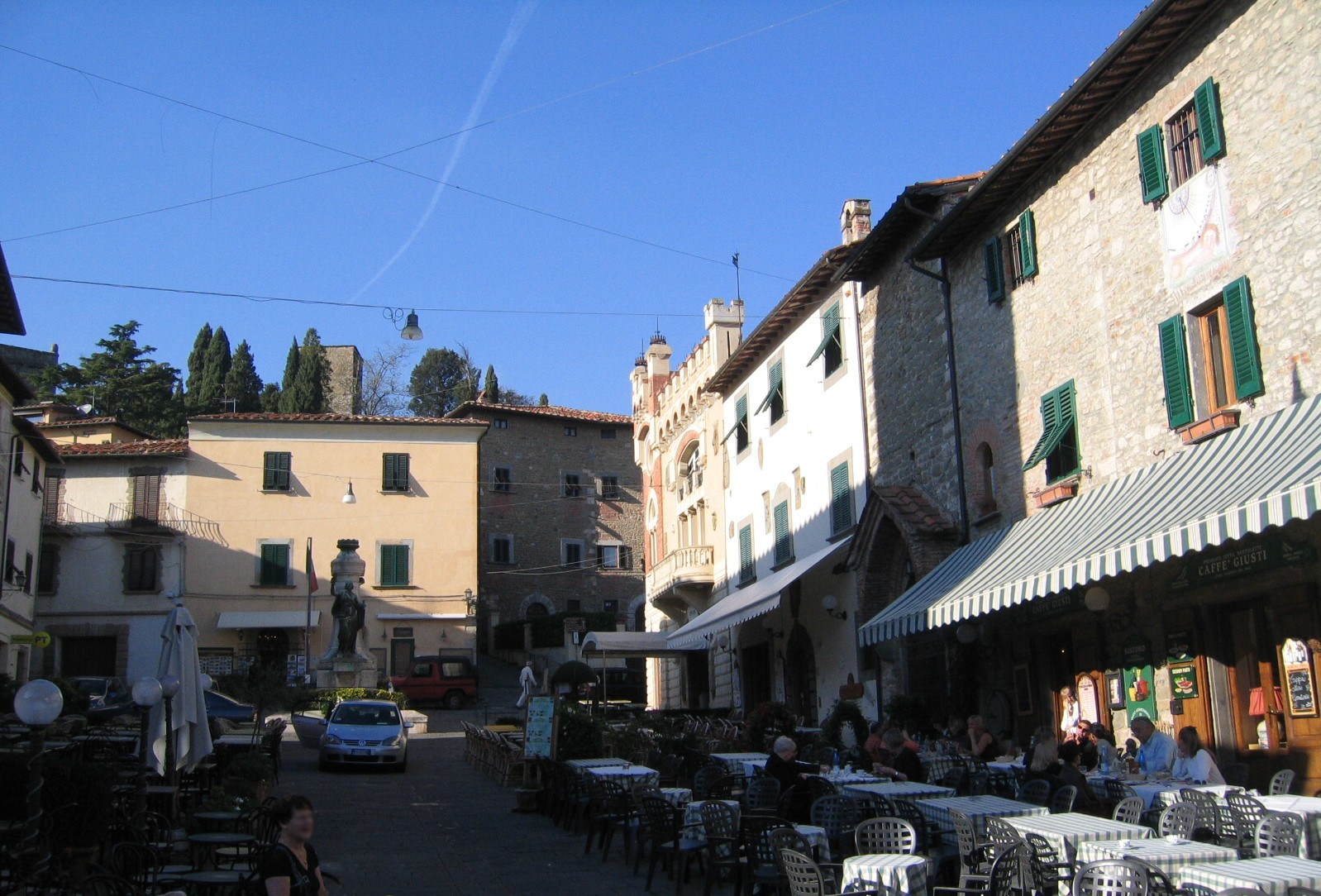
Dorfplatz
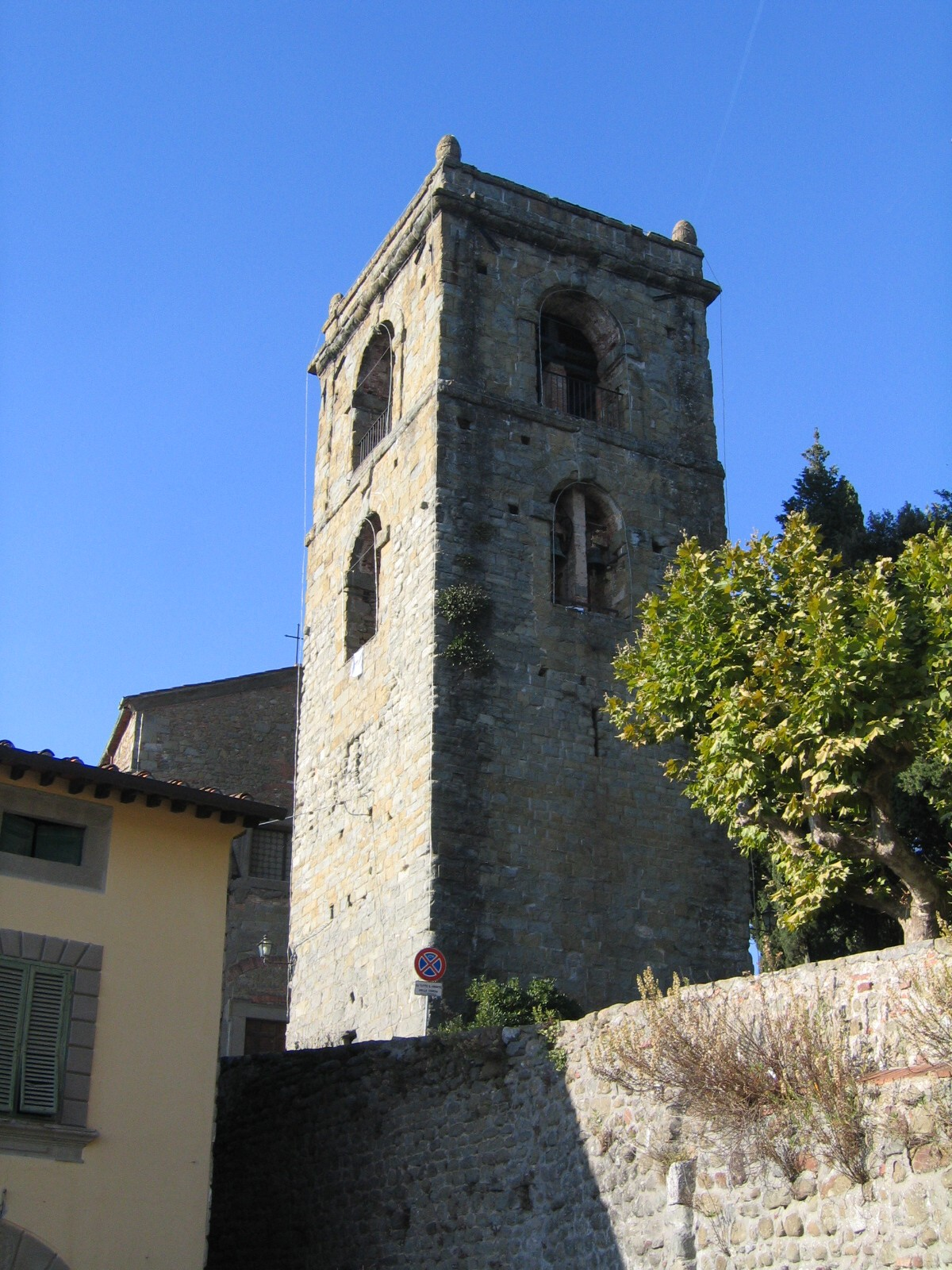
Kirchturm San Pietro
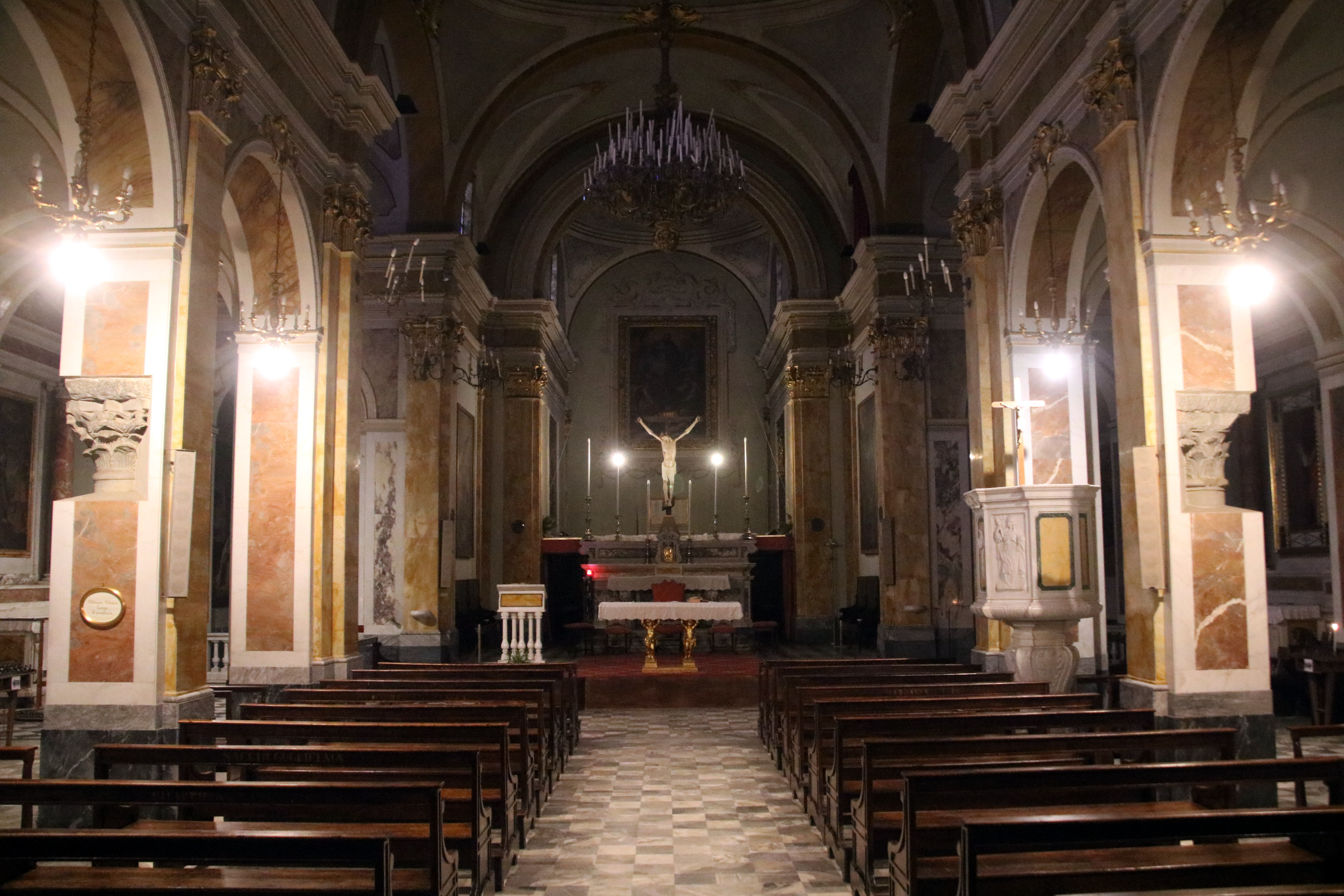
In der Kirche San Pietro
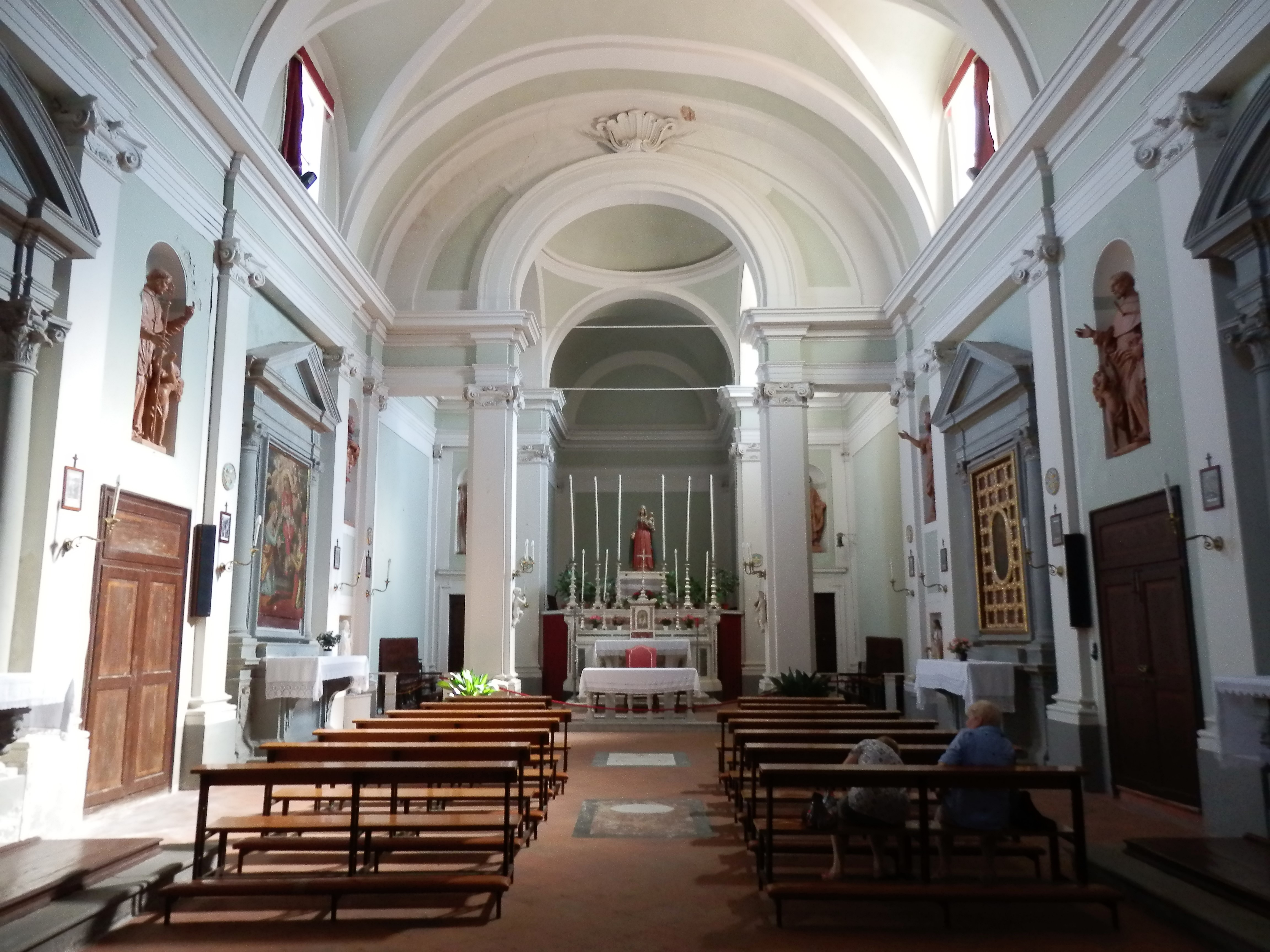
Santi Jacopo e Filippo
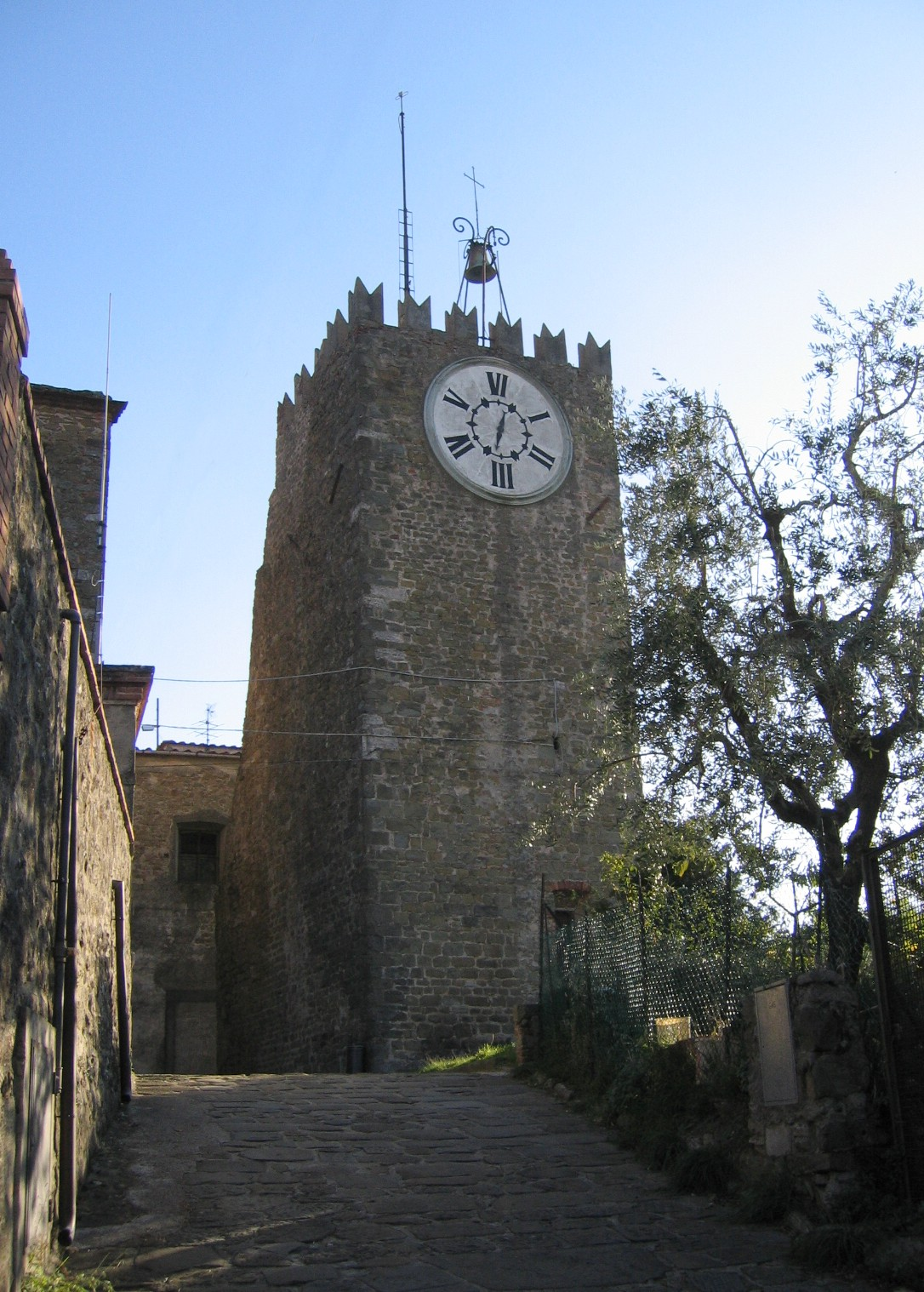
Torre dell’Orologio, der Uhrturm
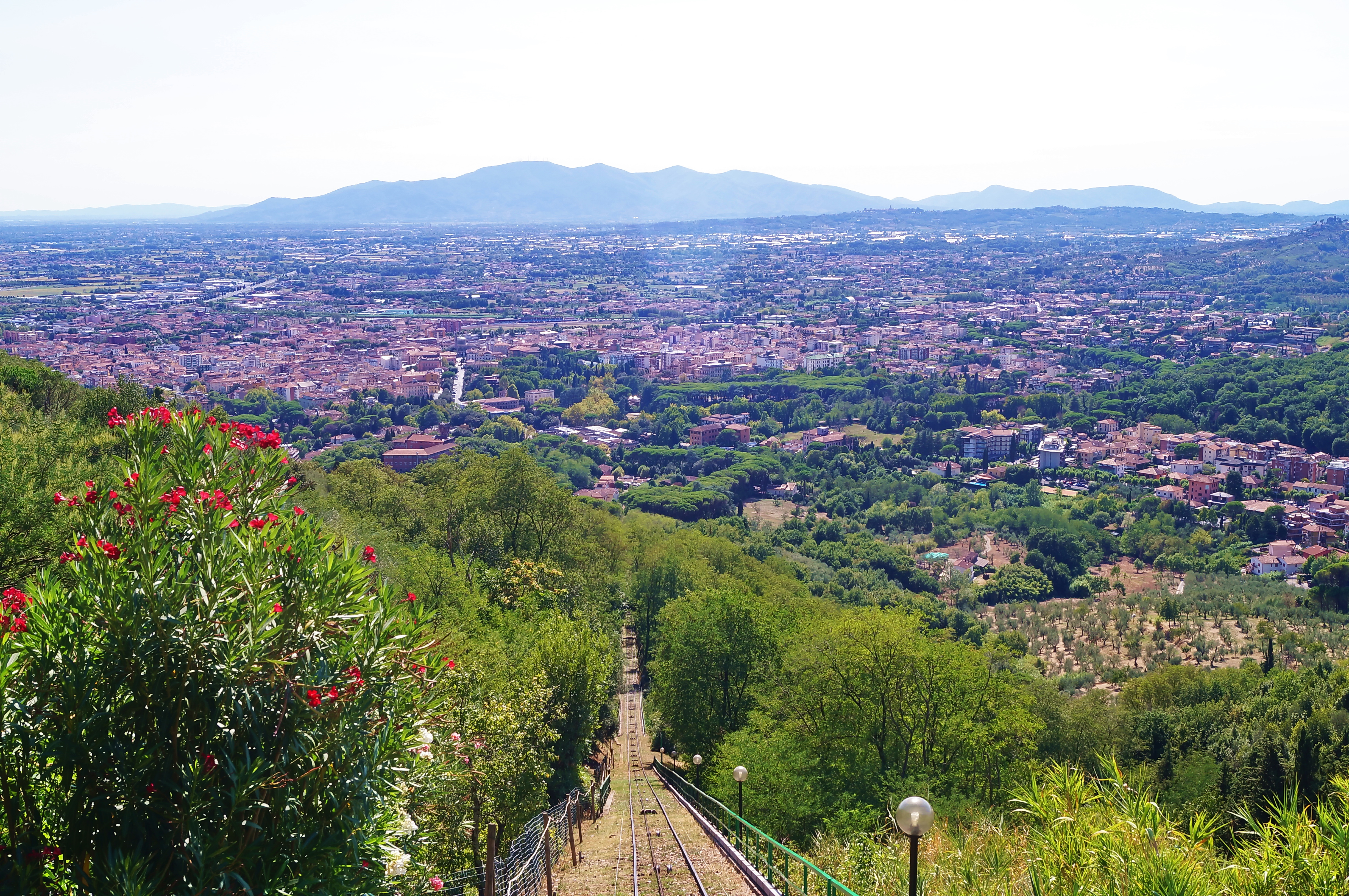
Blick von Montecatini Alto